# University Place
University Place az Amerikai Egyesült Államok északnyugati részén, Washington állam Pierce megyéjében elhelyezkedő város. A 2010. évi népszámlálási adatok alapján 31 144 lakosa van.
Az 1800-as években a bölcsészettudományi képzéseket kínáló Puget Sound-i Egyetem új kampuszt kívánt nyitni, de a területet a település később visszavásárolta. University Place 1995. augusztus 31-én kapott városi rangot.
A 2015-ös U.S. Opennek otthont adó Chambers Bay golfpálya 2007-ben nyílt meg.
A képviselőtestület hét tagját négy évre, míg a közülük kikerülő polgármestert két évre választják. A város iskoláinak fenntartója a University Place-i Tankerület.

## Éghajlat
| Hónap                         | Jan. | Feb.  | Már. | Ápr. | Máj. | Jún. | Júl. | Aug. | Szep. | Okt. | Nov.  | Dec.  | Év    |
| ----------------------------- | ---- | ----- | ---- | ---- | ---- | ---- | ---- | ---- | ----- | ---- | ----- | ----- | ----- |
| Rekord max. hőmérséklet (°C)  | 18,9 | 20,0  | 25,0 | 27,8 | 33,3 | 33,9 | 33,9 | 33,9 | 31,7  | 27,8 | 21,7  | 20,0  | 33,9  |
| Átlagos max. hőmérséklet (°C) | 8,9  | 10,6  | 13,3 | 15,6 | 18,9 | 22,2 | 25,0 | 25,0 | 21,7  | 16,1 | 11,7  | 8,3   | 16,5  |
| Átlagos min. hőmérséklet (°C) | 2,8  | 2,8   | 4,4  | 6,1  | 8,9  | 11,7 | 13,3 | 13,3 | 11,1  | 7,8  | 4,4   | 2,2   | 7,4   |
| Rekord min. hőmérséklet (°C)  | −8,3 | −11,7 | −9,4 | −1,7 | 1,1  | 2,8  | 7,2  | 5,0  | 1,1   | −3,3 | −15,0 | −14,4 | −15,0 |
| Átl. csapadékmennyiség (mm)   | 151  | 102   | 103  | 76   | 54   | 40   | 17   | 12   | 33    | 94   | 170   | 140   | 992   |
| Forrás: The Weather Channel   |      |       |      |      |      |      |      |      |       |      |       |       |       |

## Népesség
A 2010-es népszámláláskor a városnak 31 144 lakója, 12 819 háztartása és 8476 családja volt. A népsűrűség 1441,9 fő/km2. A lakóegységek száma 13 573, sűrűségük 628,4 db/km2. A lakosok 71%-a fehér, 8,5%-a afroamerikai, 0,8%-a indián, 9%-a ázsiai, 0,8%-a a Csendes-óceáni szigetekről származik, 1,7%-a egyéb, 8,2%-a pedig kettő vagy több etnikumú. A spanyol vagy latino származásúak aránya 6,7% (   )
A háztartások 32,7%-ában élt 18 évnél fiatalabb. 47,9% házas, 14% egyedülálló nő, 4,2% egyedülálló férfi, 33,9% pedig nem család. 27,7% egyedül élt; 9,5%-uk 65 éves vagy idősebb. Egy háztartásban átlagosan 2,41 személy élt; a családok átlagmérete 2,94 fő.
A medián életkor 39,4 év volt. A város lakóinak 23,6%-a 18 évesnél fiatalabb, 9,3% 18 és 24 év közötti, 24,3%-uk 25 és 44 év közötti, 28,9%-uk 45 és 64 év közötti, 14,1%-uk pedig 65 éves vagy idősebb. A lakosok 47%-a férfi, 53%-a pedig nő.

## Nevezetes személyek
- Bob Robertson, sportkommentátor[13]
- Brian Sullivan, ügyvéd és politikus[14]
- Gary Larson, képregényrajzoló[15]
- Isaiah Thomas, kosárlabdázó[16]
- John J. Nance, pilóta és író[17]

## Fordítás
- Ez a szócikk részben vagy egészben  az   University Place, Washington című angol Wikipédia-szócikk ezen változatának fordításán alapul.  Az eredeti cikk szerkesztőit annak laptörténete sorolja fel. Ez a jelzés csupán a megfogalmazás eredetét és a szerzői jogokat jelzi, nem szolgál a cikkben szereplő információk forrásmegjelöléseként.